# 한지훈
한지훈(1970년 12월 25일)은 시나리오 작가이자 드라마 작가이다.

## 작품

### 드라마
- 1999년 ~ 2000년 SBS 일요드라마 《카이스트》
- 2007년 MBC 수목미니시리즈 《개와 늑대의 시간》
- 2010년 MBC 수목미니시리즈 《로드 넘버 원》
- 2012년 MBC 주말특별기획드라마 《닥터 진》
- 2014년 SBS 월화미니시리즈 《유혹》
- 2015년 JTBC 금토드라마 《라스트》
- 2016년 ~ 2017년 MBC 월화미니시리즈 《불야성》
- 2019년 ~ 2020년 KBS2 수목미니시리즈 《99억의 여자》
- 2021년 KBS2 월화미니시리즈 《달이 뜨는 강》

### 저서
- 2007년 소설 및 대본집 《개와 늑대의 시간》(上, 中, 下 권)
- 2010년 소설 및 대본집 《불야성》(上, 下 권)
- 2012년 소설 및 대본집 《태극기 휘날리며》
- 2017년 소설 및 대본집 《불야성》

### 영화
- 2004년 《태극기 휘날리며》(공동각본)
- 2006년 《야수》(공동각본)
- 2008년 《소년은 울지 않는다》(공동각본)